# Panagaeus
Genre
Panagaeus est un genre de coléoptères de la famille des Carabidae, de la sous-famille des Panagaeinae, de la tribu des Panagaeini et de la sous-tribu des Panagaeina.

## Sous-genres
P. (Panagaeus) - P. (Hologaeus)

## Noms en synonymie
- Panagaeus elegans, un synonyme de Microcosmodes elegans